# Helene Marie Fossesholm
Helene Marie Fossesholm (Vestfossen, 31 maggio 2001) è una fondista e mountain biker norvegese.

## Biografia

### Carriera sciistica
Originaria di Vestfossen di Øvre Eiker e attiva in gare FIS dal gennaio del 2018, in Coppa del Mondo ha esordito il 7 dicembre 2019 a Lillehammer (18ª), ha conquistato il primo podio il 23 gennaio 2021 a Lahti (2ª) e la prima vittoria il giorno successivo nella medesima località; ai Mondiali di Oberstdorf 2021, sua prima presenza iridata, ha vinto la medaglia d'oro nella staffetta e si è classificata 8ª nella 10 km, 25ª nella 30 km e 6ª nello skiathlon e l'anno dopo ai XXIV Giochi olimpici invernali di Pechino 2022, suo esordio olimpico, si è piazzata 18ª nello skiathlon e 5ª nella staffetta.

## Palmarès

### Sci di fondo

#### Mondiali
- 1 medaglia:
  - 1 oro (staffetta a Oberstdorf 2021)

#### Mondiali juniores
- 5 medaglie:
  - 3 ori (staffetta a Lahti 2019; 5 km, 15 km a Oberwiesenthal 2020)
  - 2 argenti (5 km, 15 km  a Lahti 2019)

#### Coppa del Mondo
- Miglior piazzamento in classifica generale: 15ª nel 2021
- 3 podi (1 individuale, 2 a squadre):
  - 1 vittoria (a squadre)
  - 1 secondo posto (individuale)
  - 1 terzo posto (a squadre)

#### Coppa del Mondo - vittorie
| Data            | Località | Nazione   | Specialità                                                 |
| --------------- | -------- | --------- | ---------------------------------------------------------- |
| 24 gennaio 2021 | Lahti    | Finlandia | 4x5 km (con Tiril Udnes Weng, Therese Johaug e Heidi Weng) |

##### Coppa del Mondo - competizioni intermedie
- 1 podio di tappa:
  - 1 secondo posto

### Ciclismo

#### Mondiali juniores
- 1 medaglia[1]:
  - 1 bronzo (cross country  a Mont-Sainte-Anne 2019)